# Fennsee (Westhavelland)

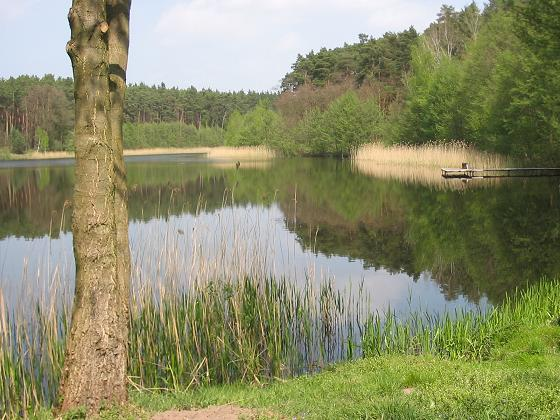
Fennsee

Der Fennsee ist ein See im Naturpark Westhavelland bei Ferchesar nordöstlich von Rathenow in Brandenburg; Schilder vor Ort bezeichnen das Gewässer auch als Fennteich. Er hat eine langgestreckte Gestalt von rund 500 Metern und liegt zwischen dem Hohennauener-Ferchesarer See und dem Trintsee am Südrand der „Ferchesarer Heide“. Der landschaftlich schön gelegene See ist von einem Wanderweg umgeben.

## Geschichte
Der Fennsee entstand im 20. Jahrhundert. Zuvor befand sich auf dem Gebiet eine feuchte morastige Niederung mit einer Wiese. Erst mit der Nutzung des Niedermoores zur Torfgewinnung und dem Torfstich, der bis in das 20. Jahrhundert andauerte, sammelte sich in den Hohlräumen Wasser, das den See bildete. Der Torf wurde hier nicht, wie traditionell üblich, zur Gewinnung von Brennmaterial abgebaut, sondern als Beimischung für die Ackerböden verwandt – darin liegt der Abbau bis in die jüngere Zeit begründet. Der im Havelland und im Teltow häufige Flurname „Fenn“ oder auch „Fenne“ bezeichnet nach Hermann Teuchert einen versumpften oder vertorften Binnensee oder Teich ohne festen Boden und nach Agathe Lasch und Conrad Borchling mit Gras oder Röricht bewachsenes Sumpf-, Moorland, sumpfiges Weideland, beide Zitate hier wiedergegeben nach Gerhard Schlimpert.
Der Begriff hat einen niederländischen Ursprung und geht auf die Besiedlung verschiedener Teile der Mark Brandenburg durch Flamen zurück, die bereits in der zweiten Hälfte des 12. Jahrhunderts zum Landesausbau der gerade gegründeten Mark Brandenburg vom ersten Markgrafen Albrecht dem Bären und seinem Sohn und Nachfolger Otto I. ins Land gerufen worden waren. Im 18. Jahrhundert wurden erneut gezielt mehrere Tausend holländische Spezialisten angeworben und als Siedler mit der Schenkung steuerfreien Landes umworben, die bei der Trockenlegung des Havelländischen Luchs ab 1718 und später des Rhinluchs ab 1779 sowie der Einrichtung verschiedener Kanäle federführend halfen. 
Auch im Dorf Ferchesar lebt der flämische Begriff in den Straßennamen „Großes Fenn“ und „Kleines Fenn“ fort, die darauf verweisen, dass sich hier ursprünglich ein verlandeter Teil des Ferchesarer Sees befand, der fast an den heutigen Fennsee heranreichte.